# Organizzazione crimini
Organizzazione crimini (The Outfit) è un film del 1973 diretto da John Flynn.
È un noir statunitense con Robert Duvall, Karen Black e Robert Ryan. La sceneggiatura di Flynn è un adattamento del romanzo Liquidate quel Parker! di Richard Stark, pseudonimo di Donald E. Westlake.
È uno dei film a cui Quentin Tarantino dedica un capitolo specifico nel suo libro Cinema Speculation (2023).

## Trama
Due killer si dirigono verso la casa di Eddie Macklin e lo uccidono. Suo fratello Earl esce di prigione dopo aver scontato una pena di 27 mesi per porto d'armi illegale. Viene accolto dalla fidanzata Bett che lo conduce in un motel e gli rivela che suo fratello Eddie è stato ucciso da un'organizzazione criminale, nota come l'Outfit. Macklin capisce presto che il soggiorno nel motel è una trappola e, quando uno dei sicari che hanno ucciso il fratello irrompe nella stanza, Earl gli tende un'imboscata e lo costringe a parlare per ottenere informazioni. Macklin lascia in vita il killer e lo rimanda a Chicago come avvertimento. Bett confessa che l'Outfit l'ha torturata e minacciata di sfregiarla se non avesse attirato Earl al motel
Determinato a vendicare Eddie, Earl si unisce al suo vecchio partner, Cody, e insieme iniziano una serie di colpi contro attività legate all’Outfit. La loro strategia è semplice ma efficace: rapine meticolose che infliggono danni economici significativi ai loro nemici. Earl avanza anche una richiesta diretta al boss Mailer (Robert Ryan), esigendo un risarcimento di 250.000 dollari per il danno subito, ma Mailer gli tende una trappola. Nonostante una serie di imboscate, Earl e Cody riescono a sopravvivere grazie alla loro abilità e al sangue freddo, sebbene Bett perda la vita in uno scontro a fuoco. Decisi a porre fine alla guerra, i due penetrano nella villa di Mailer. Nonostante essa sia ben sorvegliata, riescono a eliminare il boss dopo una feroce battaglia, anche se Cody rimane gravemente ferito. Macklin, indossando un camice medico, sfrutta il caos causato da una bomba piazzata nella casa per trasportare Cody al sicuro su un'ambulanza. Mentre si allontanano, i due condividono una risata, soddisfatti di aver completato la loro missione nonostante le perdite.